# Porte-au-nez
En psychologie sociale, la porte dans la face ou encore porte-au-nez est une technique de manipulation consistant à faire précéder la demande de comportement que l'on souhaite voir réaliser par une demande beaucoup plus coûteuse. La porte-au-nez est ainsi l'inverse de la technique de manipulation du « pied-dans-la-porte ».

## Découverte
Auparavant connue dans les milieux de la vente et de la prospection, cette technique est scientifiquement mise en évidence en 1975 lors d'une expérimentation dans laquelle Robert Cialdini et ses collaborateurs demandent à des étudiants de parrainer un adolescent d'un centre de détention pour jeunes délinquants, deux heures par semaine et ce, pendant deux ans. Une fois cette requête fort coûteuse refusée, les auteurs proposent alors aux étudiants précédemment sollicités, une sortie unique de deux heures durant laquelle ils parraineraient un des garçons du centre de détention. Précéder cette dernière demande de la sollicitation coûteuse permet de tripler le nombre d'acceptations de parrainage pour la sortie unique, par rapport à un groupe contrôle d'étudiants auxquels seule cette sortie unique était proposée.

## Exemple de porte-au-nez
Le locuteur demande à quelqu'un de lui prêter sa voiture pour une semaine. Il essuie un refus logique, auquel il s'attend. Il fait alors une demande moins coûteuse : lui prêter sa voiture pour une journée. Par effet de contraste, de concession perçue (il s'est sacrifié par rapport à sa demande initiale) et de culpabilité chez la personne à manipuler (je n'ai pas pu satisfaire sa demande et désire donc me racheter) cette technique augmente fortement les chances d'acceptation de ladite personne.
Le sentiment de culpabilité fonctionne d'autant mieux que la personne à manipuler se sent proche du locuteur et en conséquence ne veut pas perdre son amitié.

## Explication: mécanismes cognitifs à l’œuvre
La recherche sur la porte-au-nez porte en bonne partie sur les mécanismes cognitifs expliquant le fonctionnement de cette technique de manipulation. La discussion porte notamment sur deux hypothèses explicatives rivales : l'hypothèse que la porte-au-nez fonctionne grâce à un processus de « concessions réciproques » et l'hypothèse qu'elle fonctionne grâce à un processus de « responsabilité sociale ».
L'hypothèse des concessions réciproques est la plus fréquemment avancée. Elle suppose un désir de réciprocité dans la transaction, c'est-à-dire le besoin pour la personne sollicitée de se conformer à la deuxième demande, moins importante, parce qu’elle considère que le demandeur a fait une concession en renonçant à sa demande initiale.
L'hypothèse de la responsabilité sociale suppose que nous avons intégré des normes internes sur l'importance d'aider les autres qui donnent à la personne sollicitée le sentiment qu'elle doit se conformer à la deuxième demande moins coûteuse pour elle. D'autres explications de l'effet porte-au-nez impliquent le maintien d'une présentation de soi positive et la réduction de la sensation de culpabilité.

## Controverse: reproductibilité des résultats
Comme d'autres résultats en psychologie, la porte-au-nez est l'objet d'une controverse sur la reproductibilité des résultats de l'expérience originale.
Une étude de 2020 publiée dans le Journal of Personality and Social Psychology a reproduit les résultats de l'expérience originale de Cialdini de 1975.
Une méta-analyse de 35 publications sur le sujet réalisée en 2012 remet fortement en cause les résultats des travaux originaux. En effet, si les sujets affirment bien verbalement qu’ils vont se conformer à la seconde demande (compliance verbale), cela se transforme bien plus rarement en actes (compliance comportementale).